# Гагарина, Вера Фёдоровна (евангелистка)
Княгиня Вера Фёдоровна Гагарина, до брака графиня Пален (1 мая 1835 — 4 февраля 1923) — фрейлина двора (26.08.1856), меценатка и евангелистка. Дочь графа Ф. П. Палена, жена шталмейстера князя С. С. Гагарина. Деятельница «петербургского пробуждения».

## До обращения
Родители Веры Фёдоровны принадлежали к знатным фамилиям, отец был известным дипломатом, действительным тайным советником, членом Госсовета и очень состоятельным человеком. Мать, урожденная графиня Чернышёва, была внучкой генерал-фельдмаршала Ивана Чернышёва. Семья жила в Петербурге, во дворце, построенном Огюстом Монферраном. 
Будучи фрейлиной двора, 22 апреля 1862 года вышла замуж за князя Сергея Гагарина (1832—1890) и принесла ему большое приданое. Князь сделал военную карьеру и, завершив её в чине полковника, служил шталмейстером при императорском дворе. Ценитель всего изящного, он увлекался коллекционированием и состоял почётным членом Императорской Академии художеств. Огромное состояние (Гагарин владел имениями в нескольких губерниях) позволяло ему заниматься обширной благотворительностью и между прочим постройкой образцовой больницы в своем имении Сергиевском.
По отзыву современников, в молодости своей княгиня Вера Фёдоровна была замечательной красоты, «смугла и оригинальна, всегда, однако же, несколько резка», но в браке не была счастлива. С годами её отношения с мужем сгладились, но по несчастью, воспитанная в доме эгоиста и никогда не имея детей, всю силу своего могучего, пылкого духа она обратила в сторону религиозных стремлений и всецело отдалась учению Рестока. «Княгиня Вера Фёдоровна Гагарина, сестра моей матери, молодая, красивая, счастливая в браке и обладавшая средствами, казалось бы, имела всё, чего человек может пожелать для своей земной жизни, — вспоминала С. П. Ливен в автобиографической книге «Духовное пробуждение в России», — однако она испытывала нужду в чём-то высшем и вечном, как и самый обездоленный человек».

## После обращения

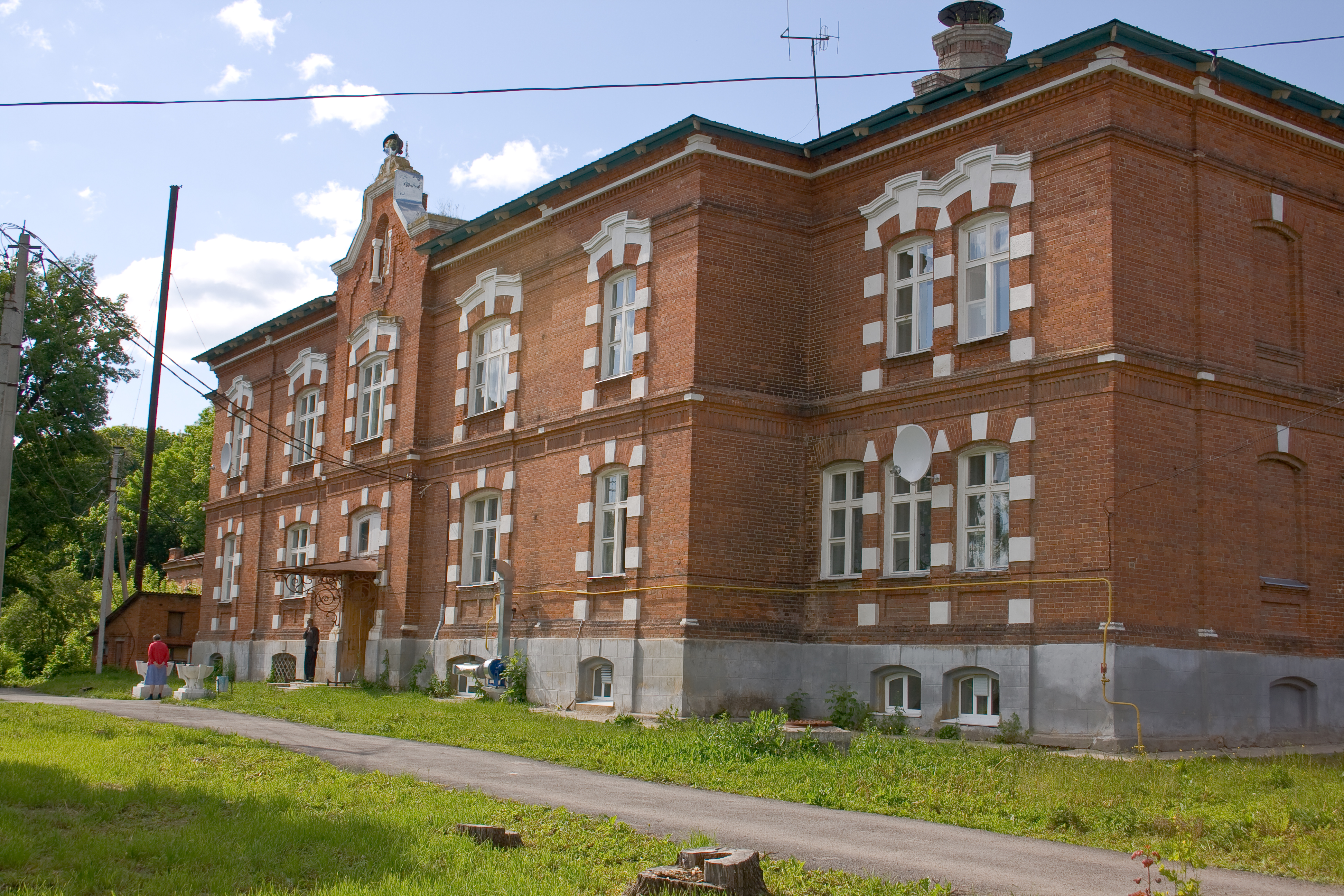
Главный корпус «Больницы Гагариных», в настоящее время — Плавская центральная районная больница

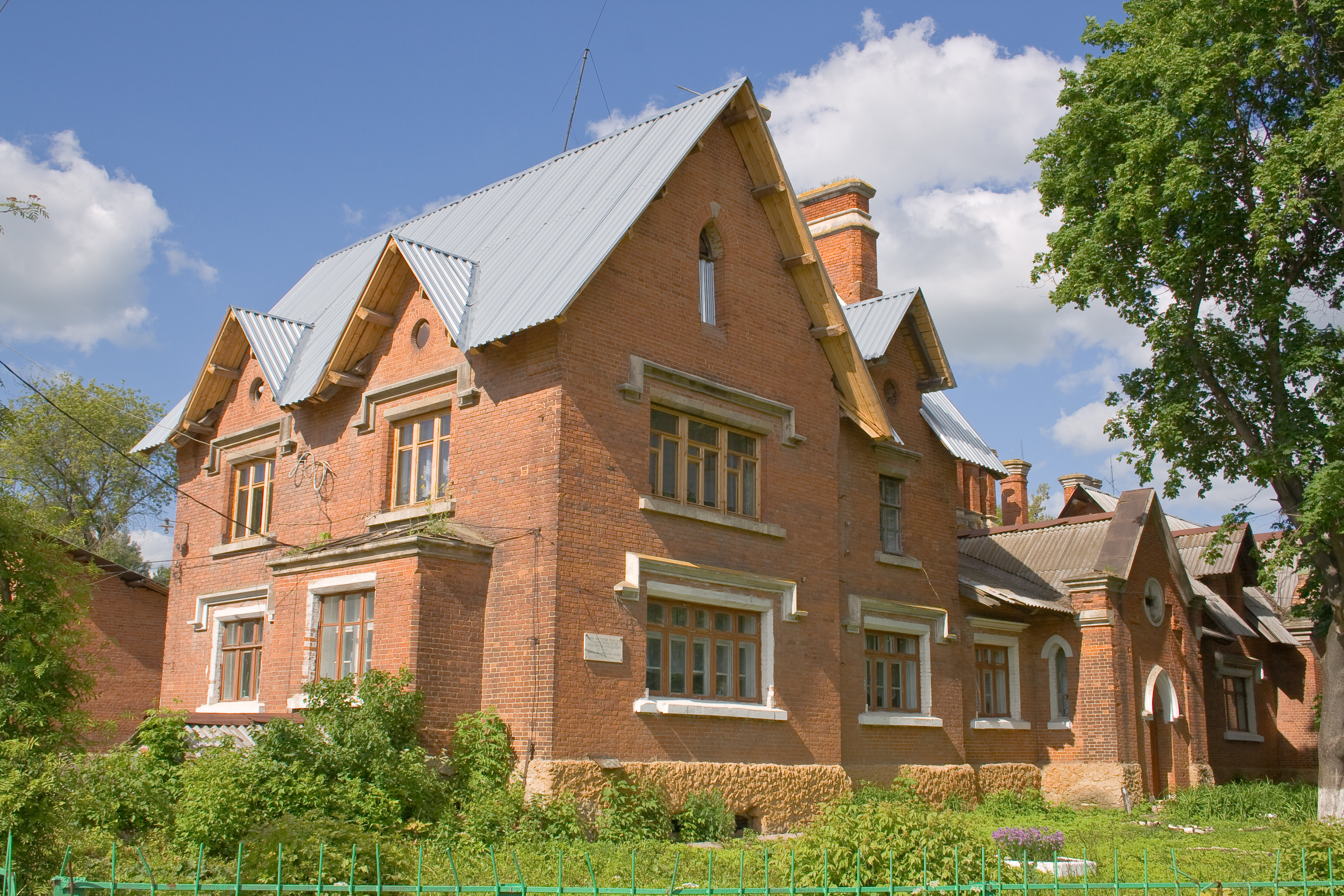
Одно из зданий больничного комплекса Гагариных. Здесь находилась квартира доктора Дуковоского. В этом же здании провела последние годы Вера Фёдоровна. Ныне — инфекционное отделение Плавской ЦРБ

В середине 1870-х годов Вера Фёдоровна посещала библейские собрания в Петербурге, в которых участвовал лорд Редсток. С. П. Ливен, со слов самой Веры Фёдоровны, рассказала о своём рождении свыше. На одном из них Редсток рассуждал над отрывком из Ветхого Завета, где Бог обращается к Адаму со словами: «Где ты»? (Быт. 3:9). «Эти слова проникли ей в сердце и не давали ей покоя, — писала С. П. Ливен. — Она спросила себя, если бы Господь задал ей сегодня такой же вопрос, она бы не знала, что ответить, не знала, где находится её душа: среди спасённых или погибших». Итогом её раздумий стало решение посвятить оставшуюся жизнь христианскому служению. В дальнейшем её муж не разделял взглядов Веры Фёдоровны, однако не чинил ей препятствий, а в том, что касалось благотворительности — охотно участвовал.
С этого времени светская красавица изменила жизнь: стала скромно одеваться, заниматься благотворительностью, посещать с евангельской проповедью заключённых в тюрьмах и больных в петербургских трущобах. При деятельном участии Веры Фёдоровны группа христианок-аристократок открыла в разных районах Петербурга несколько швейных мастерских для бедных женщин, чтобы дать им возможность зарабатывать на дому. Княгиня стала душой основанного женщинами-христианками комитета по делам милосердия. Этот комитет наладил сотрудничество с доктором Мейером — главврачом Евангельской больницы на Петербургской стороне, славившейся порядком и хорошим уходом за больными. Вера Фёдоровна участвовала в деятельности созданного В. А. Пашковым и М. М. Корфом Общества поощрения духовно-нравственного чтения.
В имении мужа, селе Сергиевском Тульской губернии (ныне город Плавск) по инициативе Веры Фёдоровны был выстроен большой больничный комплекс (частично используется сейчас по назначению, в качестве Плавской центральной районной больницы). Главным врачом больницы она пригласила единоверца А. Р. Дуковского, выпускника Петербургской медицинской академии.
В 1880 году княгиня построила дом обучения девушек рукоделью, а юношей — ремеслам. Девушкам предоставлялось жилье до тех пор, пока они не выйдут замуж. А затем они и юноши, овладевшие ремеслом, по распоряжению Веры Фёдоровны получали жилье с участком земли на берегу реки Плавы. По инициативе княгини был построен крахмальный завод и реконструирована электростанция, для которой Вера Фёдоровна приобрела двигатель, работающий на сырой нефти.
Для жителей села всех сословий была построена общеобразовательная школа, а для сезонных рабочих — гостиница, где они в свободное время могли читать и даже бесплатно взять с собой Новый Завет и другую духовную литературу. Благодаря Вере Фёдоровне в Сергиевском возникла крупная евангельская община, которую навещали проповедники, а будущий председатель Союза русских баптистов Н. В. Одинцов несколько лет служил у них управляющим имением. Во время революции и гражданской войны овдовевшая княгиня осталась жить в Сергиевском и спасла от голода многие семьи (в том числе пастор и богослова И. В. Каргеля с дочерьми).
В 1918 году Вера Фёдоровна добровольно передала Советской власти 11 тыс. десятин земли (примерная площадь современной Тулы). Ей позволили доживать свой век в одном из построенных ею зданий больничного комплекса (выделили две комнаты), разрешили (из-за болезни ног) иметь пони и коляску. Скончалась 4 февраля 1923 года и была похоронена в Сергиевском.